# Kauniainen
Kauniainen (in svedese Grankulla) è una città finlandese di 10284 abitanti, situata nella regione dell'Uusimaa.
In questa città è nato il pilota automobilistico Marcus Grönholm, ritiratosi dal Campionato Mondiale Rally alla fine della stagione 2007.

## Società

### Lingue e dialetti
Le lingue ufficiali di Kauniainen sono il finlandese e lo svedese e 4,5% parlano altre lingue.
| %     | Ripartizione linguistica (gruppi principali) |
| ----- | -------------------------------------------- |
| 36,9% | madrelingua svedese                          |
| 58,6% | madrelingua finlandese                       |